# Bordano
Bordano (friülà Bordan) és un municipi italià, dins de la província d'Udine. L'any 2007 tenia 796 habitants. Limita amb els municipis de Cavazzo Carnico, Gemona del Friuli, Trasaghis i Venzone.

## Administració
| Període | Identitat         | Partit         |
| ------- | ----------------- | -------------- |
| 2004-   | Gianluigi Colomba | Centreesquerra |